# Lampedusa e Linosa
Lampedusa e Linosa község Olaszországban, Szicília régióban, Agrigento megyében. Lakosainak száma 6505 fő (2023. január 1.). Három földközi-tengeri szigeten fekszik Szicíliától délre, Máltától délnyugatra, Tunéziától keletre.
|        | Sziget    | Székhely  | Népesség (fő, 2007) |
| ------ | --------- | --------- | ------------------- |
| Térkép | Lampedusa | Lampedusa | 5871                |
| Térkép | Linosa    | Linosa    | 490                 |
| Térkép | Lampione  | –         | lakatlan            |

## Népesség
A a község lakossága az elmúlt években az alábbi módon változott:
| Lakosok száma | 6572 | 6565 | 6505 |
|               | 2017 | 2018 | 2023 |